# Велико Търново (кораб)
„Велико Търново“ е български кораб, построен във Варненска корабостроителница.
Корабът е построен през 1964 г., а е в експлоатация от 1965 г. Същата годинна е издигнат и флагът на града на палубата на кораба. Негова кръстница е Юлия Куцарова. Първи капитан е Асен Абаджиев, а първи главен механик – Божидар Фролошки. Първият рейс е до Александрия, Египет за доставка на тютюн. През следващите години превозва товари до Пирея, Солун, Лисабон, Лейшоес, Хамбург, Анверс. През 1987 г. е закотвен във Варненското езеро. Идеята, да бъде предоставен като експонат на Военноморския музей, не се осъществява. През 1991 г. е продаден, плава под името DIMITRAKIS, а собственик е Three Oak Ltd, Малта.. На 5 април 2000 г. е препродаден и носи името YEHIA A. През 2002 г. пристига в Мумбай, Индия, за нарязване на скрап. След няколко години разследване се разкриват много неизвестности, като се и установява, че продажбата е част от престъпна схема.